# Lato sensu
Lato sensu (o sensu lato) è una locuzione latina (in sigla, "l.s." oppure "s.l."). L'espressione è traducibile con 'in senso lato'. In italiano viene usata per precisare che lo scrivente o il parlante intende riferirsi all'accezione più ampia di un determinato concetto, termine o espressione.
La locuzione di senso opposto è stricto sensu (o sensu stricto), che vuol dire 'in senso stretto', ed è utilizzata particolarmente nel diritto e nelle scienze naturali, indicando un restringimento dell'ambito semantico di un termine, che viene considerato in questo caso nella sua accezione più ristretta. 